# Sü Pen
Sü Pen (čínsky pchin-jinem Xú Bēn, znaky zjednodušené 徐贲, tradiční 徐賁; 1335–1380) byl čínský básník, esejista a malíř žijící na přelomu jüanského a mingského období, jeden ze „čtyř velikánů ze Su-čou“.

## Jména
Sü Pen používal zdvořilostní jméno Jou-wen (čínsky pchin-jinem Yòuwén, znaky 幼文) a pseudonym Pej-kuo-šeng (čínsky pchin-jinem Běiguōshēng, znaky 北郭生).

## Život
Rodina Sü Pena pocházela z Čchang-čou (v provincii Ťiang-su), žil zprvu v západočínské provincii S’-čchuan, později v Su-čou (v Ťiang-su), předním kulturním centru tehdejší Číny.
Vynikl jako malíř-krajinář i básník. Zapojil se do sučouských literárních kruhů, se svými vrstevníky, básníky a malíři Kao Čchim, Jang Ťim a Čang Jüem je zahrnován mezi „čtyři velké literáty ze Su-čou“. Čtveřice ještě s dalšími sučouskými literáty tvořila umělecký kroužek zvaný „přátelé od severní hradby“, pod neformálním vedením Kao Čchiho.
V polovině 50. let 14. století v rámci bojů za povstání rudých turbanů (proti nadvládě mongolské říše Jüan) si Su-čou za své sídlo zvolil Čang Š’-čcheng, jeden z povstaleckých generálů; Sü Pen přijal místo v jeho administrativě.
Roku 1367 byl Čang Š’-čcheng poražen Ču Jüan-čangem, který se příští rok jmenoval císařem nové říše Ming a sjednotil Čínu pod svou vládou. Sü Pen od roku 1374 působil v úřadech mingského režimu.
Zemřel roku 1380 z přirozených příčin, či v důsledku politické perzekuce.